# Theodoriana
Theodoriana is een vliegengeslacht uit de familie van de roofvliegen (Asilidae).

## Soorten
- T. carinatus (Theodor, 1980)